# Liste der Biografien/Voh
Liste der Biografien |
Portal Biografien |
Personensuche
# |
A |
B |
C |
D |
E |
F |
G |
H |
I |
J |
K |
L |
M |
N |
O |
P |
Q |
R |
S |
T |
U |
V |
W |
X |
Y |
Z |
?
 
Va |
Vd |
Ve |
Vh |
Vi |
Vj |
Vl |
Vn |
Vo |
Vr |
Vs |
Vt |
Vu |
Vy
 
Voa |
Vob |
Voc |
Vod |
Voe |
Vof |
Vog |
Voh |
Voi |
Voj |
Vok |
Vol |
Vom |
Von |
Voo |
Vop |
Vor |
Vos |
Vot |
Vou |
Vov |
Vow |
Vox |
Voy |
Voz
Die Liste der Biografien führt alle Personen auf, die in der deutschsprachigen Wikipedia einen Artikel haben. Dieses ist eine Teilliste mit 41 Einträgen von Personen, deren Namen mit den Buchstaben „Voh“ beginnt.

## Voh
- Voh, Gisela (1906–1985), deutsche Malerin, Kinderbuchautorin und Illustratorin
- Voh, Oswald (1904–1979), deutscher Maler und Grafiker

### Vohd
- Vohdin, Christopher (* 1965), Schweizer Politiker (SVP)

### Vohi
- Vohidov, Erkin (1936–2016), usbekischer Dichter, Dramatiker und Politiker
- Vohidov, Shamsiddin (* 2002), usbekischer Schachgroßmeister
- Vohidov, Toir (* 1963), usbekischer Schachspieler
- Vohidov, Vosit (1917–1994), usbekisch-sowjetischer Chirurg

### Vohl
- Vohl, Alexander (* 1961), deutscher Architekt
- Vohl, Bernd-Erich (* 1950), deutscher Politiker (AfD), MdL Hessen
- Vohl, Carl (1853–1932), deutscher Architekt und preußischer Baubeamter
- Vohland, Bernd (1939–2021), deutscher Offizier
- Vohland, Katrin (* 1968), deutsche Biologin und Politikerin (Bündnis 90/Die Grünen)
- Vohland, Petra (1953–2017), deutsche Malerin und Grafikerin
- Vöhler von Frickenhausen, Maria (1569–1618), bayrische Adlige und Autorin eines Gebetsbuchs
- Vöhler, Martin (* 1959), deutscher Literaturwissenschaftler
- Vöhlin von Frickenhausen, Christoph Adam (1668–1730), kaiserlicher Kammerherr, kurpfälzischer Geheimrat und Oberststallmeister
- Vöhlin von Frickenhausen, Johann Philipp Georg Dominikus (1705–1736), kurpfälzischer Offizier und Kammerherr

### Vohn
- Vohn-Fortagne, Klaus (1953–2024), deutscher Historiker, Volkskundler und Stadtarchivar von Bad Nenndorf

### Voho
- Vohor, Serge (1955–2024), vanuatuischer Politiker

### Vohr
- Vohralík, Karel (1945–1998), tschechoslowakischer Eishockeyspieler
- Vohralík, Václav (1892–1985), tschechoslowakischer Mittelstreckenläufer und Fußballtrainer
- Vohrburg, Johann Conrad von (1566–1622), kurmainzischer Oberamtmann in Miltenberg
- Vohrer, Alfred (1914–1986), deutscher Filmregisseur und Drehbuchautor
- Vohrer, Christopher (1827–1916), deutscher Siedler und Winzer in Aserbaidschan
- Vohrer, Manfred (* 1941), deutscher Politiker (FDP), MdB, MdEP, und Unternehmer
- Vohrer, Matthias (* 1966), deutscher Basketballspieler
- Vöhringer, Bernd (* 1968), deutscher Politiker (CDU), Bürgermeister von SindelfingenBernd Vöhringer (* 1968)

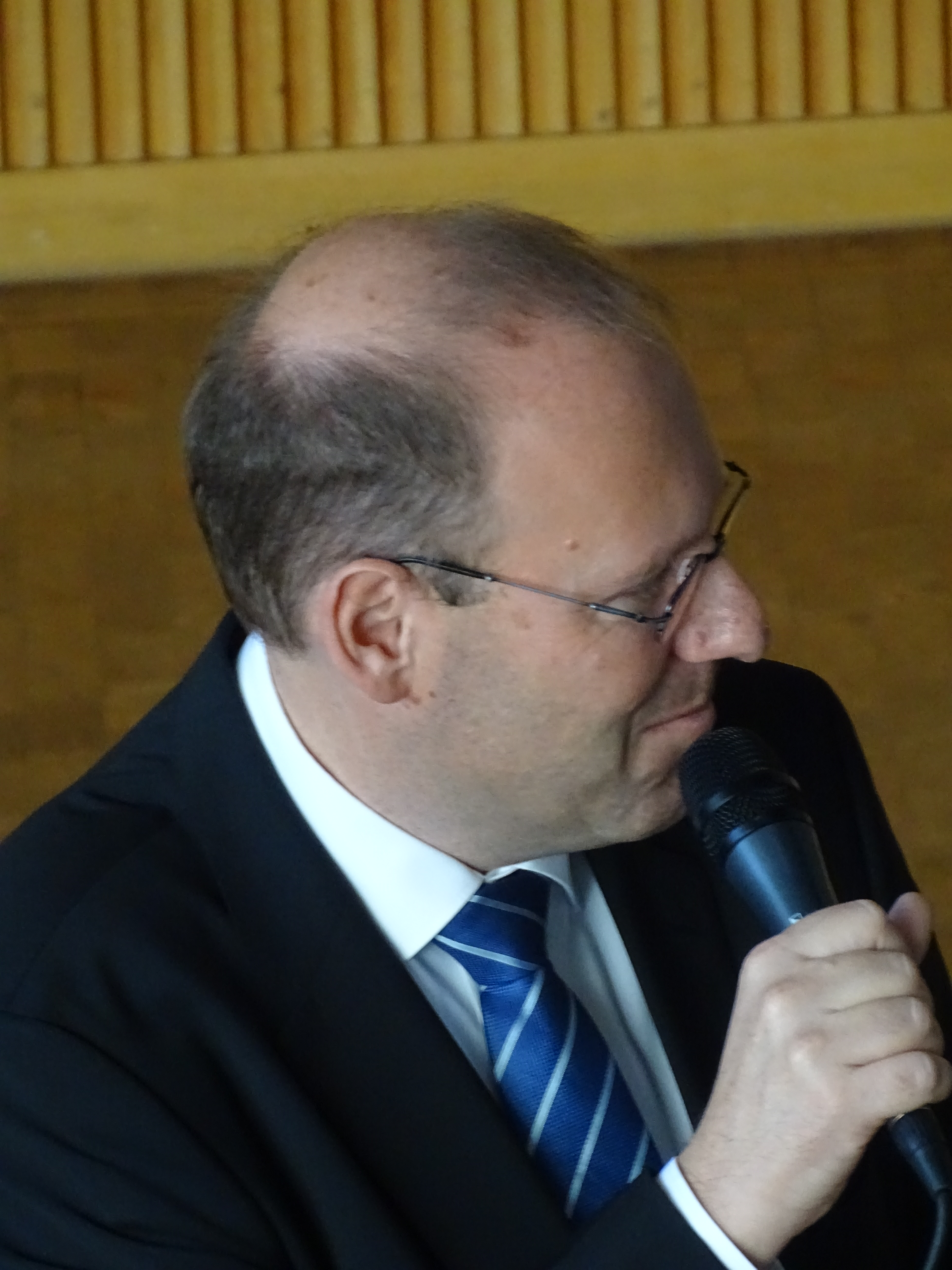
Bernd Vöhringer (* 1968)

- Vöhringer, Eduard (1859–1936), württembergischer Verwaltungsbeamter
- Vöhringer, Gotthilf (1881–1955), deutscher evangelischer Theologe
- Vöhringer, Klaus (* 1951), deutscher Fußballspieler und -trainer
- Vöhringer, Sabine (* 1964), deutsche Schriftstellerin

### Vohs
- Vohs, Friederike (1776–1860), deutsche Schauspielerin und Opernsängerin (Sopran)
- Vohs, Hanshermann (1923–1996), deutscher Konteradmiral
- Vohs, Heinrich († 1804), deutscher Schauspieler und Sänger
- Vohs, Joan (1927–2001), US-amerikanische Schauspielerin und Model
- Vohsen, Ernst (1853–1919), deutscher Konsul und Verleger

### Vohw
- Vohwinkel, Franz (* 1964), deutscher Grafiker und Illustrator
- Vohwinkel, Friedrich (1840–1900), deutscher Unternehmer, Holzgroßhändler, Kommerzienrat
- Vohwinkel, Gerhard (1932–2025), deutscher Trompeter des Dixieland Jazz
- Vohwinkel, Karl Hermann (1900–1949), deutscher Dermatologe und Hochschullehrer
- Vohwinkel, Patricia (* 1964), deutsche Autorin